# Rocinela dumerilii
Rocinela dumerilii är en kräftdjursart som först beskrevs av Lucas 1849.  Rocinela dumerilii ingår i släktet Rocinela och familjen Aegidae. Inga underarter finns listade i Catalogue of Life.